# Músculo reto lateral
O músculo reto lateral é um dos seis músculos extraoculares responsáveis pela movimentação do globo ocular.  Como o próprio nome sugere, ele se localiza na parte lateral do olho e sua principal função é realizar a abdução, que consiste no movimento horizontal do olho para fora, em direção à têmpora.
Anatomia e Fisiologia:
- Origem: Se origina na parte lateral do anel tendíneo comum, uma estrutura  fibrosa localizada no ápice da órbita ocular, que circunda o canal óptico e parte da fissura orbital superior.
- Inserção: Insere-se na esclera, a camada externa branca e protetora do olho, na superfície lateral do globo ocular, a aproximadamente 7mm do limbo (junção entre a córnea e a esclera).
- Inervação: É inervado pelo nervo abducente (VI par craniano), que emerge do tronco encefálico e penetra na órbita pela fissura orbital superior,  seguindo um trajeto longo e vulnerável até atingir o músculo reto lateral.
- Ação:  A contração do músculo reto lateral traciona o globo ocular lateralmente, resultando na abdução. Ele atua em sinergia com o músculo reto medial do olho oposto para realizar movimentos oculares conjugados, ou seja, movimentos simultâneos e coordenados dos dois olhos em uma mesma direção.

Músculo 5 da figura ao lado.